# شوشان سارداریان
شوشان آلبرتی سارداریان (ارمنی: Շուշան Ալբերտի Սարդարյան؛ زادهٔ ۵ فوریهٔ ۱۹۶۸) یک سیاستمدار، لغت‌شناس، کارشناس علوم پرورشی و قانون‌گذار اهل ارمنستان است که از تاریخ ۲۰۱۷ تا تاریخ ۲۰۱۸ سمت نمایندگی دوره ششم مجلس ملی جمهوری ارمنستان را برعهده داشت.

## زندگی‌نامه
در 	۵ فوریهٔ ۱۹۶۸ در آشتاراک به دنیا آمد و از دانشگاه دولتی ایروان فارغ‌التحصیل شد. 